# Eriocaulon gibbosum
Eriocaulon gibbosum är en gräsväxtart som beskrevs av Friedrich August Körnicke. Eriocaulon gibbosum ingår i släktet Eriocaulon och familjen Eriocaulaceae.

## Underarter
Arten delas in i följande underarter:
- E. g. gibbosum
- E. g. longifolium